# Pierre-Aubin Paillart
Pierre-Aubin Paillart, né le 25 septembre 1795 à Chartres et mort le 15 mai 1869 à Nancy, est un magistrat et historien français.

## Biographie
Fils de Nicolas-Pierre Paillart et de Marie Jeanne Mathurine Aubin, neveu d'Étienne Jumentier, il épouse Sophie-Henriette Thomas de Froideau, dont il a une fille mariée au général Jules Marie Ladreit de Lacharrière.
Docteur en droit de la faculté de Paris le 28 août 1818, il est substitut du procureur du roi près le tribunal civil de première instance de l'arrondissement de Dreux (1821), puis avocat général à la Cour d'appel de Colmar de 1825 à 1831, puis avocat général à la Cour d'appel de Rouen de 1833 à 1840.
Paillart est procureur général de 1840 à 1845, puis premier président de la Cour d'appel de Nancy.
Occupé à des travaux historiques, il est vice-président en 1836, puis président en 1837 de l'Académie des sciences, belles-lettres et arts de Rouen, ainsi que président de l'Académie de Stanislas de 1855 à 1856 puis de 1858 à 1859.

## Œuvres
- « Rapport de M. Paillart sur divers ouvrages de M. Alfred Daviel », 1835
- « La Vigilance », 1842
- « Le Droit », 1843
- « La Vie publique du magistrat », 1845
- « Éloge de M. F.-L. Bresson... conseiller à la Cour de cassation, membre de l'Académie de Stanislas », 1853
- « Éloge de M. le Baron Zangiacomi, pair de France, président de chambre à la Cour de cassation », Grimblot et veuve Raybois, 1854
- « Éloge de M. le Bon Henrion de Pansey, Premier président à la Cour de cassation,... », 1856
- « Éloge de M. Fabvier, conseiller à la Cour de cassation », 1859
- « Un poète inconnu, notice sur M. J. de Lacourt », 1861
- « Les franchises de l'historien (de la diffamation envers la mémoire des morts) : étude philosophique et judiciaire », Paris, A. Durand et Pedone-Lauriel, 1866
- « J. Prugnon, étude biographique », 1866
- « Étude littéraire sur les tragédies de Schiller (traduction en vers de M. Th. Braun), par M. Paillart », 1867